# Gontard (Familie)
Die Familie Gontard ist eine altadelige französische Familie, die sich um 1700 im Zuge der Flucht hugenottischer Familien aus Grenoble in Deutschland ansiedelte und 1767 in den Reichsritterstand aufgenommen wurde. Der Frankfurter Zweig wurde zu einer wichtigen Frankfurter Bankiers-Familie, im Berliner Zweig dominierten die Militärs.

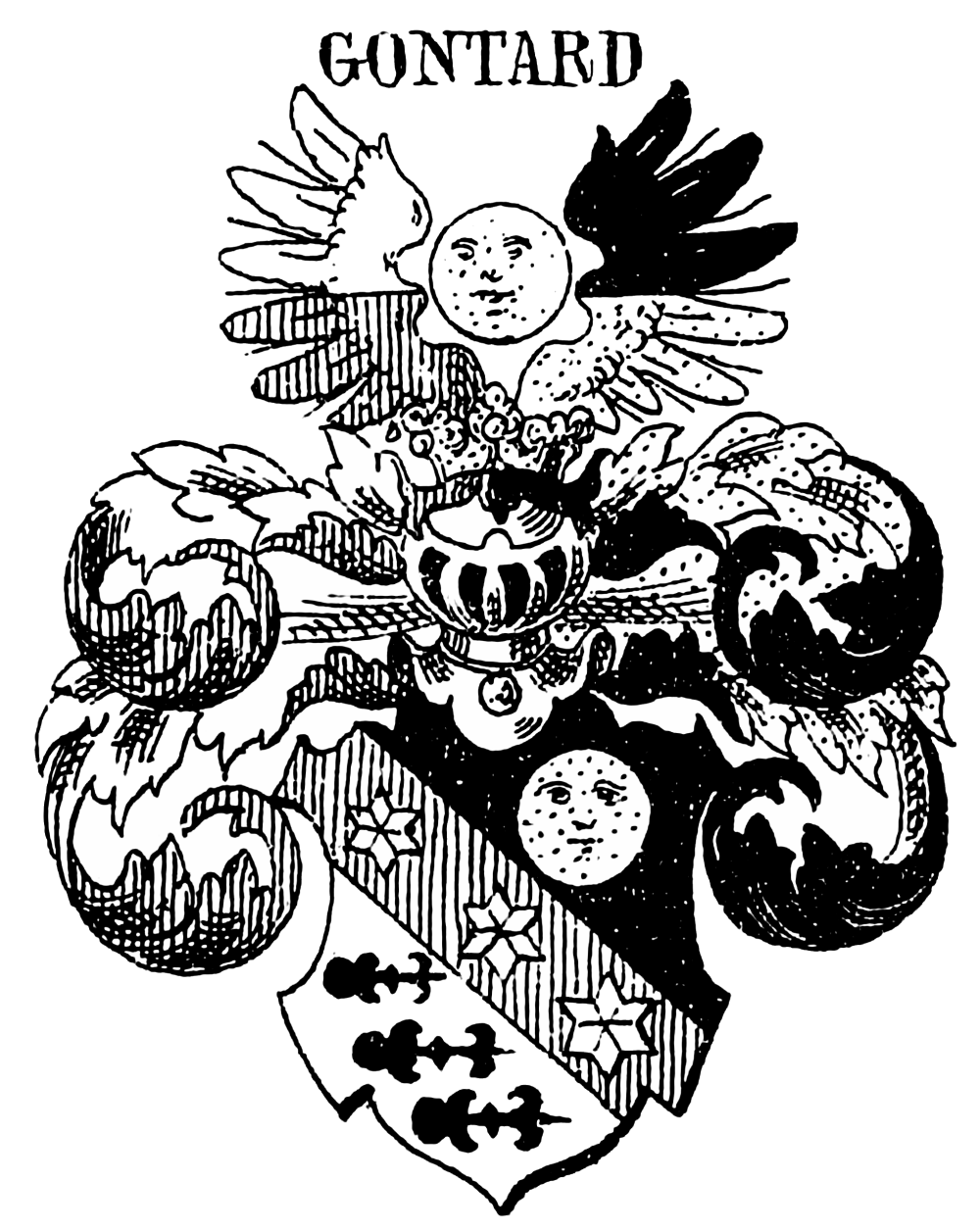
Wappen derer von Gontard

## Die Ursprünge
Die Familie Gontard war eine adlige Familie im Dauphiné in Frankreich. Im Rahmen der Hugenottenverfolgung emigrierten mehrere Familienmitglieder nach Deutschland. Stammvater dieser Familien ist Etienne Gontard (1620–1681 in Grenoble). Dessen Vater war Jean Gontard aus Trescleoux.

## Die Frankfurter Linie

### Generation 1
Peter (Pierre) Gontard, am 6. Februar 1662 in Grenoble als Sohn von Etienne Gontard geboren, verließ infolge des Widerrufs des Ediktes von Nantes Frankreich, obwohl er damit sein Vermögen und seine Aufgabe als Parlamentsrat opferte. Dieses Schicksal teilte er mit vielen hugenottischen Familien. Er ließ sich in Frankfurt am Main nieder. Er heiratete 1697 in Frankfurt Sophie von Stein (geboren 1668). Er starb am 16. Dezember 1725.

### Generation 2
Sohn Jakob Friedrich Gontard (1702–1766) war der Gründer des Bank- und Warengeschäftes Iacob Friedrich Gontard und Söhne, welches bald einen sehr guten Ruf genoss.

### Generation 3
Jakob Friedrich Gontard hatte vier Söhne und vier Töchter. 
- Daniel Gontard (1727–1787) heiratete 1752 Susanna Marie d’Orville (1735–1800) aus einer anderen hugenottischen Familie von Bankiers und Geschäftsleuten in Frankfurt. Sie brachte das Gontardsche Puppenhaus in die Familie. Das Paar hatte fünf Kinder: Johanna Helene (1755–1820), Franz (1759–1829), Maria Magdalena (1763–1823), Jacob Friedrich, genannt Cobus (1764–1843) und Margarete (1769–1814).
- Johann Jacob Gontard (1739–1819) ging nach Wien und gründete dort mit Graf Fries 1766 das Bankhaus „Fries & Co.“.[2][3] Johann Jacob Gontard wurde 1768 in den Adelstand erhoben und 1780 in den Freiherrenstand immatrikuliert. Diese Adelung galt eigentlich auch für seine Geschwister in Frankfurt, die aber von dem Adelsbrief nie Gebrauch machten.

### Generation 4
- Franz Gontard (1759–1829), älterer Sohn von Daniel Gontard (1727–1787), heiratet Barbara Wichelhausen (1765–1835), Tochter des Friedrich Wilhelm Wichelhausen (1714–1785) aus Schwelm
- Jakob Friedrich Gontard (gen. „Cobus“, 1764–1843), jüngerer Sohn von Daniel Gontard (1727–1787), heiratete am 9. Juli 1786 in Altona Susette geborene Borkenstein (1769–1802, Hölderlins Diotima), war seit 1786 Teilhaber der Firma Jakob Friedrich Gontard & Söhne und vertrat seit 1823 deren Interessen in Paris. In zweiter Ehe heiratete der Witwer am 11. Juni 1815 in Frankfurt am Main Renette Thurneyssen, geb. d’Orville (1769–1856), Witwe des Baumwollhändlers Carl Wilhelm Thurneyssen.[4]

### Generation 5
Marie Gontard (1788–1883), Tochter von Franz Gontard (1759–1829), heiratete (den katholischen) Johann Peter Belli (1782–1859). Nach ihrer Heirat nannte sie sich Maria Belli-Gontard. Sie ist bekannt als Schriftstellerin und Historiographin.

## Die Berliner Linie

### Generation 1
Die Berliner Linie startet mit Fréderic Antoine Louis Charles Gontard (geb. 1670), der Bruder von Pierre Gontard von der Frankfurter Linie ist. Er ließ sich nach seiner Flucht in Mannheim nieder. Er hatte vier Söhne.

### Generation 2
Sohn Alexander Ludwig Gontard (1708–1747) war Ballettmeister am Mannheimer Hof und später in Bayreuth.

### Generation 3
Sohn Carl Christian Philipp Gontard (1731–1791) erhielt zuerst auch eine Ausbildung als Ballettmeister, dann aber als Baumeister und wurde ein bekannter Architekt. Er wurde am 8. Juni 1767 zusammen mit seinem Bruder Paul Ferdinand in den Reichsadelsstand erhoben.

### Generation 4
Carl Friedrich Ludwig von Gontard (1764–1839), Sohn des Architekten Carl von Gontard, war Platzmajor in Berlin und wurde Berliner Ehrenbürger.

## Persönlichkeiten
- Susette Gontard geborene Borkenstein in Frankfurt/Mn.; enge Freundin des Dichters Friedrich Hölderlin, der als Erzieher des Sohnes Henry Gontard angestellt war.
- Maria Belli-Gontard war eine deutsche Schriftstellerin, Übersetzerin und Historiographin in Frankfurt. Bekannt wurde sie auch als Sammlerin u. a. von Anzeigen der Frag- und Anzeigungs-Nachrichten (Frankfurter Intelligenzblatt) sowie von Artikeln der ersten Zeitungen der Welt.
- Carl von Gontard, bekannter Architekt in Berlin, Potsdam und Bayreuth
- Hans von Gontard (1861–1931), General
- Paul von Gontard (1868–1941), Rüstungsunternehmer
- Fides von Gontard (1917–2007), war eine deutsche Wohlfahrtspflegerin.

## Das Handels- und Bankgeschäft der Familie Gontard
1726 – Jakob Friedrich Gontard gründet das Handelshaus Jakob Friedrich Gontard & Söhne, das neben dem Tuchhandel (Woll- und Baumwollwaren) auch Bankgeschäfte (Annahme und Diskontierung von Wechseln) betreibt.
1778 – Zusammen mit dem Bankhaus Gebrüder Bethmann platziert Jakob Friedrich Gontard & Söhne für das Kurfürstentum Sachsen eine der beiden ersten Staatsanleihen in Frankfurt.
1815 – Jakob Friedrich Gontard & Söhne beteiligt sich an der finanziellen Abwicklung der Reparationen, die Frankreich nach dessen Niederlage in den Napoleonischen Kriegen zu zahlen hat.
1815 – Heinrich Gontard (1787–1826) verlässt das Handelshaus Jakob Friedrich Gontard & Söhne und gründet Heinrich Gontard & Co., welches den Tuchhandel des Handelshauses Jakob Friedrich Gontard & Söhne übernimmt. Letzteres konzentriert sich zukünftig auf das Wechsel- und Speditionsgeschäft.
1848 – Die Revolution von 1848 bringt Jakob Friedrich Gontard & Söhne in große wirtschaftliche Schwierigkeiten. Es wird daher in den folgenden Jahren unter Befriedigung aller Ansprüche der Gläubiger liquidiert.
1853 – Die allgemeinen verschlechterte Wirtschaftslage veranlasst die Teilhaber von Heinrich Gontard & Co. das Handelsgeschäft auslaufen zu lassen und das Unternehmen in eine Bank gleichen Namens umzuwandeln.
1854 – Nach dem Tod der Mehrheitsgesellschafterin Cäcilie Marianne Gontard (1791–1854) geht die Leitung der Bank Heinrich Gontard & Co. an ihren Schwiegersohn Johann Heinrich de Bary-Gontard (1803–1872) über, welcher ebenfalls aus einer Frankfurter Bankiersfamilie hugenottischer Herkunft stammt.
1998 – Das Bankhaus Heinrich Gontard & Co. fusioniert mit der 1926 gegründeten Metallbank AG zur Gontard & Metallbank AG.
2002 – Nach Fehlinvestitionen im Neuen Markt wird über die Gontard & Metallbank AG das Insolvenzverfahren eröffnet.

## Wappen
Das Wappen ist durch einen mit drei silbernen Sternen belegten roten Schrägrechtsbalken geteilt und zeigt oben in Schwarz einen goldenen Vollmond, unten in Silber drei schwarze Türangeln übereinander. Auf dem gekrönten Helm mit rechts rot-silbernen, links schwarz-goldenen Decken der Vollmond vor einem rechts silber-rot und links schwarz-gold geteilten offenen Flug.

## Bezüge zur Familie
- Weißer Hirsch (Frankfurt am Main), eines der größten Frankfurter Anwesen
- Hälfte des Lebens, ein Spielfilm über die Beziehung von Susette Gontard zu Friedrich Hölderlin
- Schloss Ziegenberg in Hessen
- Das Gontardsche Gartenhaus des Architekten Nicolas Alexandre Salins de Montfort
- Das Gontardsche Puppenhaus im Historischen Museum Frankfurt